# Јела од старог хлеба
Јела од старог хлеба су посебна врста хране, која се из економских али и гурманских разлога од памтивека до данас праве у многим домаћинствима, као напитак или главни оброк. Осим што се стари хлеб дробио у бозу, расо, комбас, сливеницу, млеко и чорбе, од старог хлеба је припремано и неколико једноставних јела.

## Врсте јела од сатрог хлеба у прошлости
Од старог хлеба у стара времена најчешће су се спремали: головар, попара и мачкан.
Головар
Најједноставније јело од старог хлеба је головар, који се прави се од хлеба и воде којој се дода со и туцана паприка. Кад вода са зачинима проври дода јој се хлеб или се хлеб прелије врелом водом.
Попара
Ова врста јела звана у неким крајевима и масоница или масаница, правила се од старог хлеба са водом уз додатак других намирница. Комади старог хлеба се попаре врелом водом, дода им се немасни сир, чварци, вурда или се само запржи машћу.
Мачкан
Јело од сатрог хлеба које је прављено само за децу је мачкан. У тигању се загреје маст, надроби се хлеб и дода му се немасни сир – вурда.

## Савременија јела од старог хлеба
Од савременијих јела од старог хлеба данас се спремају:
Пита од старог хлеба
Пица од старог хлеба
Шпанска пита од старог хлеба